# Protea nana
Protea nana (лат.) — кустарник, вид рода Протея (Protea) семейства Протейные (Proteaceae), эндемик Западно-Капской провинции в Южной Африке.

## Ботаническое описание

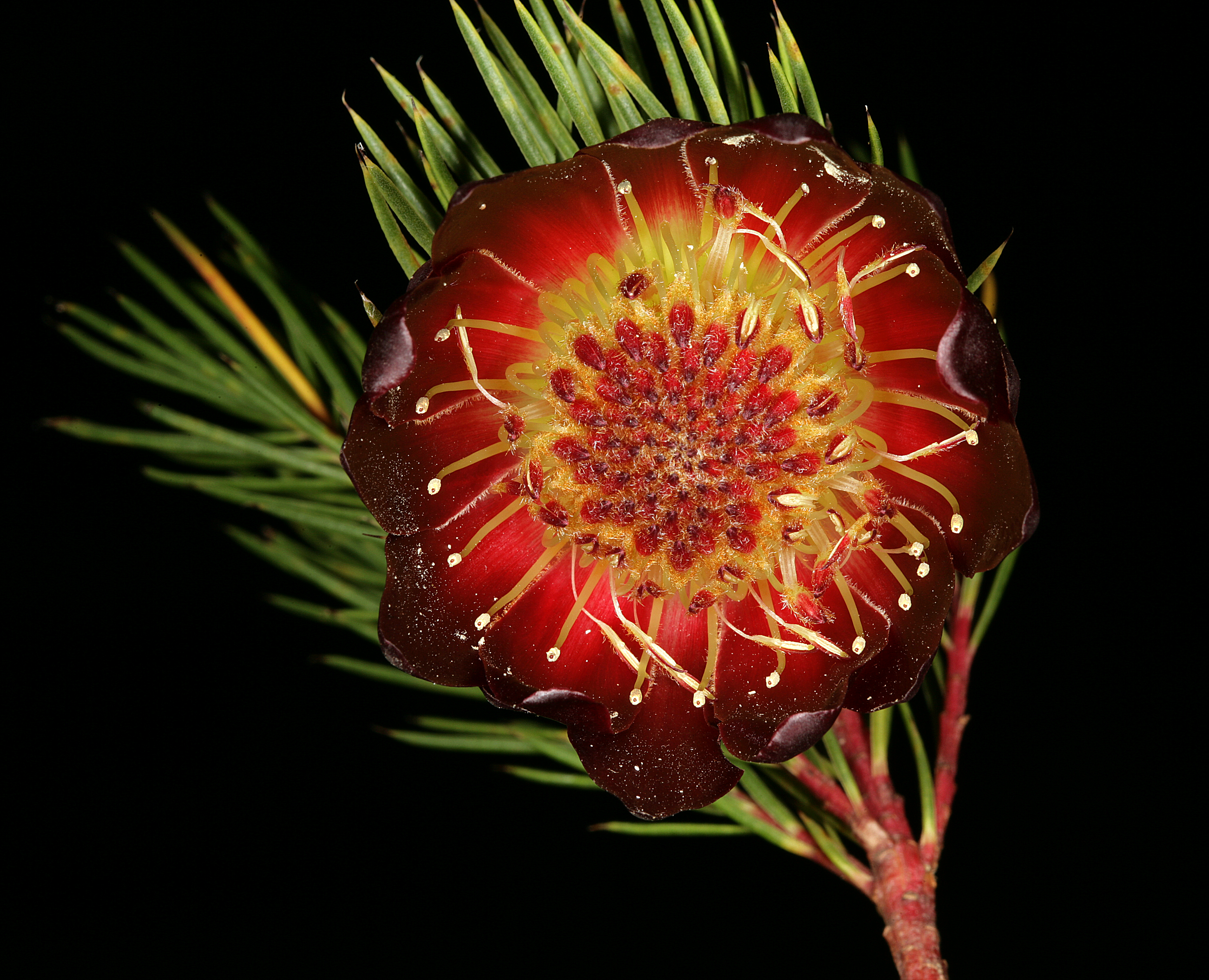
Соцветие Protea nana (вид снизу)

Protea nana — небольшой сильно разветвлённый кустарник округлой формы высотой до 1,3 м. В культуре растения живут примерно до десяти лет. Ветви изящно изгибаются наружу, когда покрыты цветами. Ветви окрашены в зелёный цвет в молодом возрасте и в первый сезон, но становятся красными в следующем, а по мере взросления становятся коричневыми. Листья гладкие, тёмно-зелёного цвета, мягкие и игольчатые, загнуты вверх, их длина составляет около 18-30 мм, а ширина — 1,0-1,5 мм. Цветёт с середины зимы до начала лета, в основном с июля по октябрь, но может цвести с июня по ноябрь. Растение однодомное, в каждом цветке представлены представители обоих полов. Соцветия сопровождаются прицветниками овальной формы от ярко-красного до малинового цвета, внутри которых находятся многочисленные, гораздо более короткие, малиновые цветки. Цвет также может варьировать от бордового или грязно-блекло-красного до бледно-зелёного. Соцветия чашевидные, висячие (заострённые вниз), трепещут на ветру. Цветки имеют характерный дрожжевой запах. Плоды созревают примерно через семь месяцев и остаются на растении после старения. Семена хранятся в сухих плодах в течение нескольких лет, а затем высвобождаются после того, как растение сгорает или умирает. Маленькие и лёгкие семена, покрытые пучком тонких волосков, распространяются ветром. Понижение температуры ночью, видимо, стимулирует прорастание. Корни протеоидные, которые образуют слой толщиной всего в несколько сантиметров, находящийся чуть ниже поверхности почвы.

## Таксономия
Впервые вид был описан как Leucadendron nanum Петером Юнасом Бергиусом в 1766 году. Пять лет спустя Карл Линней описал тот же вид как Protea rosacea, гетеротипический синоним. Вид уже был описан до этих двух авторов как Thymelæa æthiopica abietiforriiis floribus phœniceis в работе Леонарда Плюкене 1700 года. В 1781 году Карл Петер Тунберг перенёс этот таксон в род Protea. Видовое название — от латинского слова nana, «карлик», и выбран в связи с относительно небольшими соцветиями этого вида.

## Распространение и местообитание
Protea nana — эндемик Западно-Капской провинции Южной Африки. Встречается от гор Грут Винтерхук, через горы Дю-Туа до Скурвеберга около Сиреса. Распространена около городов Портервилл, Сирес, Парл, Тульбах и Вустер. Как правило встречается в большом количестве изолированных растений.
Растёт на горных склонах на высоте от 400 до 900 метров. Предпочитает финбош и растёт на субстратах из гранита или песчаника. Растёт как на сухом песке, так и на влажном торфяном суглинке. Предпочитает слабокислые почвы.

## Биология

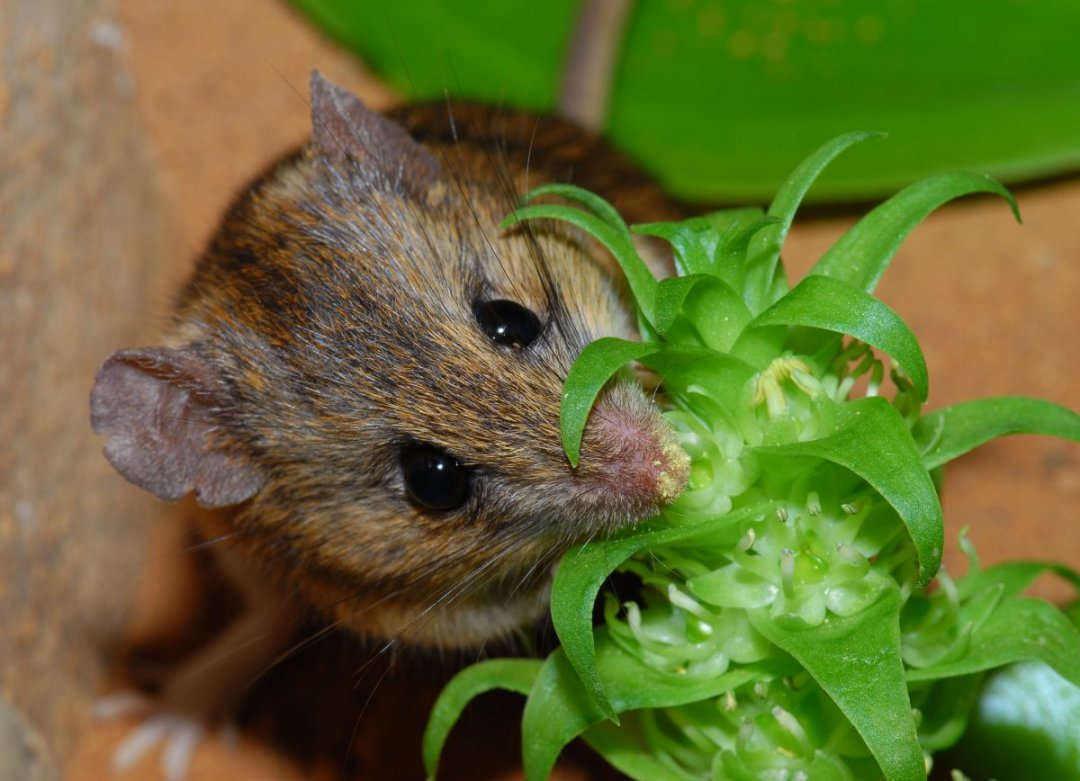
Потенциальный опылитель Protea nana, акациевая крыса Micaelamys namaquensis, питающаяся нектаром Whiteheadia bifolia

Периодические лесные пожары уничтожают взрослое растение, но семена способны выжить. Длинные и узкие листья Protea nana хорошо сохраняют воду, что необходимо растению, чтобы выжить в жаркое и сухое лето в финбоше.
Цветки этого вида производят очень мало нектара по сравнению с другими протеями. Однако нектар обогащён высоким содержанием сахаров, включая ксилозу. Форма соцветия, направленная вниз, сильный дрожжевой запах, высокое содержание сахара и время цветения в конце зимы — все указывает на опыление грызунами. В настоящее время зарегистрированы животные, посещающие цветы, помимо птиц семейства нектарницевые, грызунов видов Otomys irroratus, Micaelamys namaquensis, Rhabdomys pumilio и Myomyscus verreauxii. У каждого из этих грызунов была обнаружена пыльца этого растения на носу или в помёте. M. verreauxi лучше всех лазает и считается основным опылителем. С другой стороны, вид Rhabdomys pumilio иногда оказывался весьма разрушительным для соцветий в лабораторных условиях. В полевых условиях в среднем 20 % соцветий уничтожаются в течение двух месяцев, и считается, что именно эта мышь, вероятно, несёт ответственность. Ксилоза в нектаре может метаболизироваться кишечной микробиотической флорой мелких мышей Micaelamys namaquensis. Otomys irroratus, по-видимому, не опыляет цветы. Несмотря на опыление грызунами, когда исследователи поместили растения в клетки из проволочной сетки, чтобы исключить грызунов и птиц, но обеспечить доступ к насекомым, растения все еще могли закладывать семена в заметных количествах, чего не было в случае исключения насекомых. указывающие на то, что грызуны обычно лишь частично ответственны за опыление этого вида.

## Культивирование
Хотя Protea nana быстрорастущий и красивый вид, это недолговечное растение, которое трудно выращивать в обычных условиях сада. Лучше всего его выращивать в высоких контейнерах, на склонах, возвышающихся насыпях или в альпинариях, поскольку соцветия растения опускаются вниз к земле. В культуре лучше всего выращивать на тяжёлых, мало питательных, но хорошо дренированных почвах. Лучше всего вид размножать семенами, но верхние черенки могут укорениться при внесении гормонов роста и хранении в течение нескольких месяцев в хорошо дренированном субстрате с подогревом почвы. Семена лучше всего прорастают на хорошо дренированной, крупнозернистой, песчаной, кислой и стерильной почве. Семена начинают прорастать примерно через шесть недель. Молодые растения лучше всего выращивать в тенистом доме. Растения можно слегка обрезать, чтобы стимулировать ветвление и дать больше цветов. Растения чувствительны к высоким уровням фосфатов в обычных удобрениях, поскольку почвы финбоша, к которому адаптировано растение, очень бедны фосфором. Корневые грибы, такие как Phytophthora или Armillaria, могут быть смертельными для растения.

## Охранный статус
Популяция этого вида считается стабильной и вид классифицируется как вызывающий наименьшие опасения. Вид довольно обильно растёт на охраняемых территориях.